# Arthur Preuss
Pour les articles homonymes, voir Preuss.
Arthur Preuss né à Saint-Louis, Missouri, le 22 mars 1871 et mort le 16 décembre 1934 à Saint-Louis, était un journaliste, auteur et éditeur catholique américain d'origine allemande.

## Biographie
Il fut un ami de Monseigneur Umberto Benigni, fondateur du "Sodalitium Pianum" (en Français: la Sapinière) et de Monseigneur Ernest Jouin directeur de la Revue Internationale des Sociétés Secrètes. La R.I.S.S. traduisit en français le livre de Preuss Étude sur la Franc-maçonnerie américaine qui fut un succès avec 5 éditions, la dernière en 1924. Il édita la Catholic Review puis la Catholic Fortnightly Review en 1894. En 1896 il était l'éditeur de l'entreprise allemande et catholique "B Herder". Il traduisit des livres théologiques de l'allemand.

## Théories
Preuss va dénoncer la franc-maçonnerie comme étant une force considérable parmi les influences qui concourent à former les idées d'un américain et à façonner sa vie. Ses influences se traduisent dans la presse, dans la littérature, dans les discours politiques, et par le fait que les adeptes de la maçonnerie dominent le corps législatif, judiciaire, l'exécutif, les ministres du culte protestant et l'enseignement où sont encouragées l'appartenance à des sociétés et clubs qui singent son secret et ses méthodes et préparent la relève maçonnique de demain le tout sous le couvert d'une fraternité inoffensive.

## Œuvres
- Étude sur la Franc-maçonnerie américaine
- A dictionary of secret and other societies. Comprising masonic rites, lodges, and clubs; concordant, clandestine, and spurious masonic bodies; non-masonic organizations to which only freemasons are admitted; mystical and occult societies; fraternal, benevolent and beneficiary societies; political, patriotic, and civic brotherhoods; Greek letter fraternities and sororities; military and ancestral orders; revolutionary brotherhoods, and many other organizations, St. Louis, Mo./ London: B. Herder Book, 1924.
- Freemasonry And The Human Soul, Kessinger Publishing.
- Masonic Morality And Benevolence, Kessinger Publishing.
- A study in American Freemasonry,1908. Texte en ligne